# Pablo Calandria
Pablo Ignacio Calandria  (nascido em 15 de março de 1982, em Ituzaingó, Buenos Aires) é um futebolista argentino-italiano que atualmente joga pelo O'Higgins do Chile.

## Carreira
Calandria jogou seu primeiro jogo profissional pelo Huracán, com a idade de 16 anos. Ele foi quase imediatamente relacionado com uma transferência para o River Plate por U$S 850.000. No entanto, ele foi finalmente transferido para o Olympique de Marselha.
Calandria, em seguida, jogou por equipes da França e da Espanha. Ele marcou seu primeiro gol na Primera Divisão Argentina quando jogava pelo Gimnasia y Esgrima de Jujuy, em uma derrota por 2-1 contra o San Lorenzo de Almagro em 2008 pelo torneio Apertura. Depois de ser rebaixado com o Gimnasia ele foi para o então recentemente promovido Atlético Tucumán onde marcou em sua estreia.
Em 2010, ele joga pelo Santiago Morning na Primera Divisão Chilena.

## Títulos
Universidad Católica
- Copa Noche del campeón: 2011
- Copa Chile: 2011

O'Higgins
- Campeonato Chileno: 2013 (Apertura)